# Leptonotus
Leptonotus es un género de peces gasterosteiformes de la familia Syngnathidae.

## Especies
Se reconocen las siguientes especies:
- Leptonotus blainvilleanus
- Leptonotus elevatus
- Leptonotus norae
- Leptonotus vincentae Luzzatto & Estalles, 2019[2]